# Peru nos Jogos Olímpicos de Inverno de 2010
O Peru participou pela primeira vez dos Jogos Olímpicos de Inverno na edição de 2010, realizada na cidade de Vancouver, no Canadá.

## Desempenho

### Esqui alpino
Feminino
| Atleta              | Evento         | Corrida 1 | Corrida 2 | Total | Pos. |
| ------------------- | -------------- | --------- | --------- | ----- | ---- |
| Ornella Oettl Reyes | Slalom         | 59.61     | DNF       | DNF   | DNF  |
| Ornella Oettl Reyes | Slalom gigante | 1:27.25   | DNF       | DNF   | DNF  |

Masculino
| Atleta              | Evento         | Corrida 1 | Corrida 2   | Total       | Pos.        |             |
| ------------------- | -------------- | --------- | ----------- | ----------- | ----------- | ----------- |
| Manfred Oettl Reyes | Slalom         | DSQ       | Não avançou | Não avançou | Não avançou | Não avançou |
| Manfred Oettl Reyes | Slalom gigante | 1:29.56   | 1:32.49     | 3:02.05     | 67°         |             |

### Esqui cross-country
Masculino
| Atleta           | Evento      | Final   | Final |
| Atleta           | Evento      | Tempo   | Pos.  |
| ---------------- | ----------- | ------- | ----- |
| Roberto Carcelen | 15 km livre | 45:53.6 | 94°   |

Legenda
| Recorde mundial      | Recorde mundial (World record)               |                       | Recorde africano                      | Recorde africano (African) |                                           | Q | Classificado por posição (Qualified) |
| Recorde olímpico     | Recorde olímpico (Olympic record)            | Recorde da América    | Recorde da América (Americas)         | q                          | Classificado por melhor tempo (Qualified) |   |                                      |
| Melhor marca do ano  | Melhor marca do ano (World leading)          | Recorde asiático      | Recorde asiático (Asian)              | DNS                        | Não largou (Did not start)                |   |                                      |
| Recorde nacional     | Recorde nacional (National record)           | Recorde europeu       | Recorde europeu (European)            | DNF                        | Não terminou (Did not finish)             |   |                                      |
| Recorde pessoal      | Recorde pessoal do atleta (Personal best)    | Recorde da Oceania    | Recorde da Oceania (Oceania)          | DSQ / DQ                   | Desclassificado (Disqualified)            |   |                                      |
| Recorde da temporada | Recorde da temporada do atleta (Season best) | Recorde sul-americano | Recorde sul-americano (South America) | NM                         | Sem marca (No mark)                       |   |                                      |